# Ретивых, Глеб Сергеевич
Глеб Серге́евич Рети́вых (род. 30 декабря 1991, Чайковский, Пермская область) — российский лыжник, неоднократный призёр чемпионатов мира в спринтерских гонках. Чемпион России в командном спринте свободным стилем, чемпион мира среди юниоров, призёр многих гонок международного и всероссийского значения, Заслуженный мастер спорта России по лыжным гонкам. На соревнованиях представляет Тюменскую область и физкультурно-спортивное общество «Динамо».

## Биография
Глеб Ретивых родился 30 декабря 1991 года в городе Чайковском Пермской области. Впервые пришёл в лыжную секцию в возрасте девяти лет. Одновременно с занятием лыжным спортом играл в мини-футбол, в частности в 2004 году в составе городской команды одержал победу на чемпионате Пермского края, удостоился звания лучшего полузащитника турнира. Принимал участие в чемпионате России по мини-футболу в своей возрастной группе, занял итоговое четвёртое место. Тем не менее, в конечном счёте сделал выбор в пользу лыжных гонок, так, побеждал в этой дисциплине на первенствах города и области, а в 2007 году выиграл две бронзовые медали на чемпионате России среди юниоров.
Дебютировал на международном уровне в сезоне 2009 года, выиграв юниорский чемпионат Европы. В 2010 году переехал на постоянное жительство в Тюмень и присоединился к всероссийскому физкультурно-спортивному обществу «Динамо». Проходил подготовку под руководством тренеров Ю. М. Каминского, В. Г. Дюкина, В. С. Захарова.
На чемпионате мира среди юниоров 2011 года в эстонском Отепя выиграл серебряную и бронзовую медали, после чего вошёл в основной состав российской национальной сборной. В 2012 году одержал победу на юниорском мировом первенстве, тогда как на чемпионате России в Тюмени в составе сборной команды Тюменской области получил серебряную награду в командном спринте свободным стилем. Год спустя на всероссийском первенстве в Сыктывкаре взял в той же дисциплине бронзу. Ещё через год на аналогичных соревнованиях в паре с Евгением Беловым наконец одержал победу в командной спринтерской гонке свободным стилем. В 2015 году на чемпионате страны в Архангельской области добавил в послужной список ещё одну бронзовую награду, выигранную в той же дисциплине. За выдающиеся спортивные достижения удостоен почётного звания «Мастер спорта России международного класса» по лыжным гонкам. Победитель этапа кубка мира в индивидуальном спринте классичесском стиле, в командном спринте(вместе с Андреем Парфеновым)в корейском Пхенчхане на предолимпийской неделе 3-4 февраля 2017 года.
В течение полутора лет Ретивых тренировался под руководством именитого швейцарского тренера Рето Бургермайстера.
На чемпионате мира 2019 года в австрийском Зефельде Ретивых занял 3 место в индивидуальном спринте свободным стилем и вместе с Александром Большуновым завоевал серебряную медаль в командном спринте классическим стилем.
На следующем чемпионате мира 2021 года в немецком Оберстдорфе Глеб снова вместе с Александром Большуновым завоевал бронзовую медаль в командном спринте свободным стилем.
15 сентября 2022 года Глебу Ретивых присвоено звание "Заслуженный мастер спорта России".

## Результаты на крупнейших соревнованиях

### Чемпионаты мира по лыжным видам спорта
| Чемпионат мира  | Спринт | Командный спринт | 15 км | 15+15 км | 50 км | Эстафета |
| --------------- | ------ | ---------------- | ----- | -------- | ----- | -------- |
| 2017 Лахти      | 15     | —                | —     | —        | —     | —        |
| 2019 Зефельд    | 3      | 2                | —     | —        | —     | —        |
| 2021 Оберстдорф | 10     | 3                | —     | —        | —     | —        |